# Pfarrkirche Muntlix

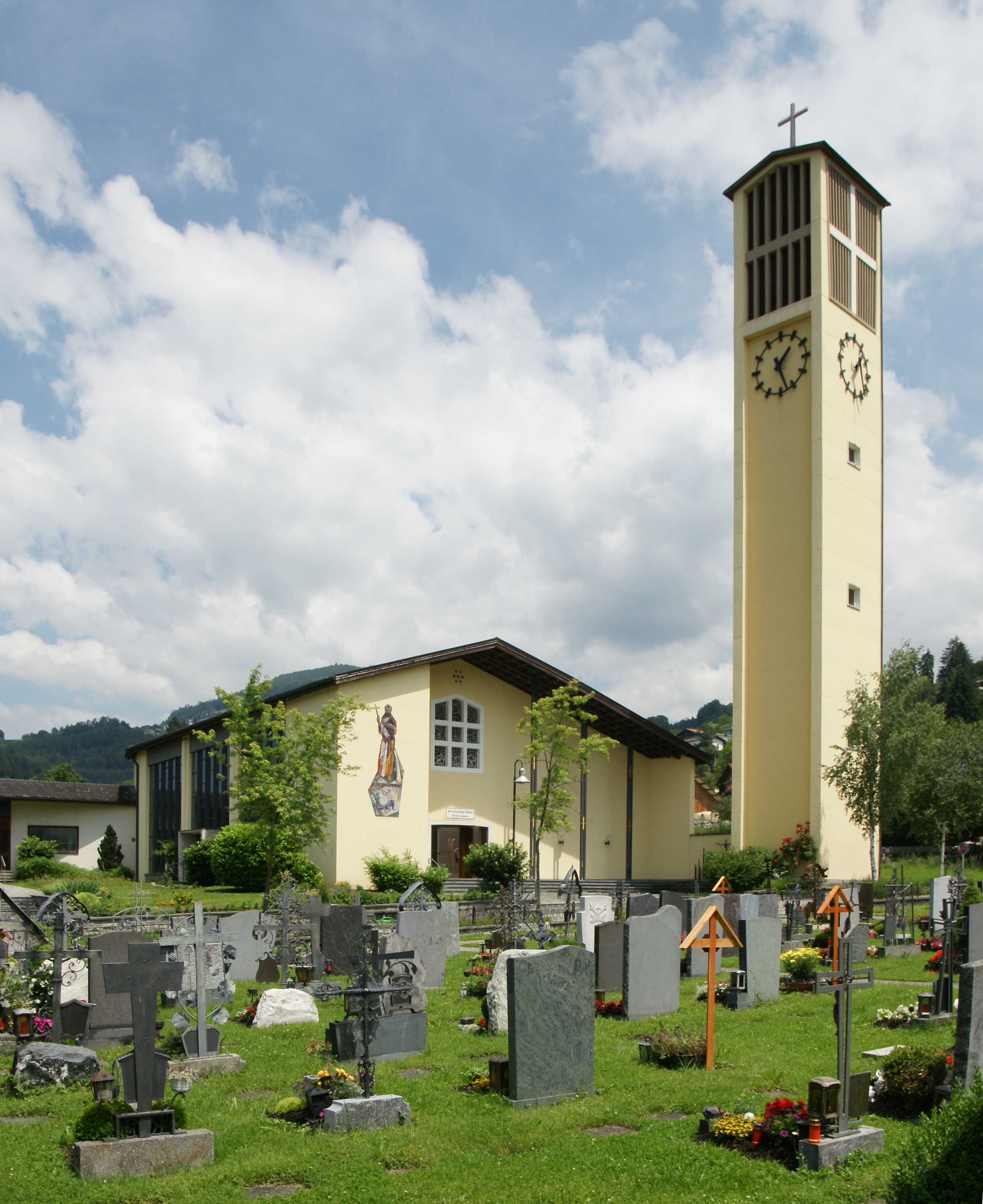
Kath. Pfarrkirche hl. Fidelis in Muntlix

Die römisch-katholische Pfarrkirche Muntlix steht in der Ortschaft Muntlix in der Gemeinde Zwischenwasser im Bezirk Feldkirch in Vorarlberg. Sie ist dem heiligen Fidelis geweiht und gehört zum Dekanat Rankweil in der Diözese Feldkirch. Das Bauwerk steht unter Denkmalschutz (Listeneintrag).

## Geschichte
Die Kirche wurde in den Jahren 1958 bis 1962 nach Plänen von Franz Magloth und Norbert Ender gebaut und 1962 geweiht.

## Architektur
Kirchenäußeres
Die Kirche ist ein nach Norden orientierter Rechteckbau unter einem flachen Satteldach. Im Südosten steht ein freistehender Kirchturm. An der Fassade ist ein Mosaik des heiligen Fidelis. Es wurde von Konrad Honold im Jahr 1962 geschaffen. Die kupfergetriebenen Portale sind durch Engel verziert.
Kircheninneres
Im Inneren bildet die Kirche einen großen Saalraum auf sechseckigem Grundriss. Darüber ist eine flache Holzdecke. Die Empore ruht auf zwei Stützen. Die Glasmalereien stammen aus der Hand von Hans Strobl. Die Entwürfe wurden von der Tiroler Glasmalerei und Mosaik Anstalt ausgeführt. Auf der linken Seite ist der „Fischfang Petri“ sowie „Christus am Ölberg“ dargestellt. Auf der rechten Seite ist der heilige Sebastian dargestellt. Auch die Betonglasfenster an der Fassade stammen von Konrad Honold aus dem Jahr 1960. Links ist der heilige Ignatius, in der Mitte der heilige Gallus und rechts die heilige Theresia dargestellt.

## Ausstattung

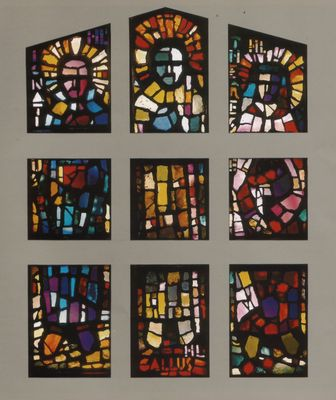
Betonglasfenster von Konrad Honold, 1960; Hl. Ignatius, Hl. Gallus, Hl. Theresia von Lisieux

An der Altarwand ist ein Relief, auf dem Christus dem heiligen Fidelis die Krone reicht. Unterhalb sind Szenen aus dem Leben des heiligen Fidelis dargestellt: „Fidelis als Rechtsanwalt“, „Eintritt in den Kapuzinerorden“, „Fidelis als Glaubensbote“ und die „Ermordung in Seewies“. Das Relief von H. Baier. 
Die Kreuzwegstationen schuf Zita Strobl. Die Maria Immaculata-Statue stammt von Josef Bachlechner der Jüngere. Das Kruzifix stammt aus der sogenannten Armenhauskapelle vom Anfang des 16. Jahrhunderts. Rückseitig finden sich die Bezeichnungen 1460 und 1852.

## Orgel
Die Orgel stammt von Edmund Hohn.

## Glocken
Die Glocken wurden von Grassmayr in Innsbruck gegossen.